# فرودگاه بین‌المللی اسکندریه (مصر)
فرودگاه بین‌المللی اسکندریه (مصر) (به انگلیسی: Alexandria International Airport (Egypt)) (به زبان بومی: El Nouzha Airport) یک فرودگاه همگانی با کد یاتا ALY است که یک باند فرود آسفالت دارد و طول باند آن ۲۲۰۱ متر است. این فرودگاه در شهر اسکندریه کشور مصر قرار دارد و در ارتفاع -۲ متری از سطح دریا واقع شده‌است.